# Uchau
|  | Per a altres significats, vegeu «Uchau (Valclusa)». |

Uchau (occità) o Uchaud (francès) és un municipi francès al departament del Gard (regió d'Occitània).